# Santa Maria e São Miguel
A Freguesia de Santa Maria e São Miguel é uma antiga freguesia portuguesa do Município de Sintra, a qual tinha 11,53 km² de área e 9 364 habitantes (2011), e, por isso, uma densidade populacional de 812,1 hab/km².
Em 2013, no âmbito da reforma administrativa foi anexada às freguesias de São Martinho e São Pedro de Penaferrim, criando-se a União de Freguesias de Sintra (Santa Maria e São Miguel, São Martinho e São Pedro de Penaferrim).
Tinha por oragos Santa Maria e São Miguel.

## População
| População da freguesia de Sintra (Santa Maria e São Miguel) | População da freguesia de Sintra (Santa Maria e São Miguel) | População da freguesia de Sintra (Santa Maria e São Miguel) | População da freguesia de Sintra (Santa Maria e São Miguel) | População da freguesia de Sintra (Santa Maria e São Miguel) | População da freguesia de Sintra (Santa Maria e São Miguel) | População da freguesia de Sintra (Santa Maria e São Miguel) | População da freguesia de Sintra (Santa Maria e São Miguel) | População da freguesia de Sintra (Santa Maria e São Miguel) | População da freguesia de Sintra (Santa Maria e São Miguel) | População da freguesia de Sintra (Santa Maria e São Miguel) | População da freguesia de Sintra (Santa Maria e São Miguel) | População da freguesia de Sintra (Santa Maria e São Miguel) | População da freguesia de Sintra (Santa Maria e São Miguel) | População da freguesia de Sintra (Santa Maria e São Miguel) |
| ----------------------------------------------------------- | ----------------------------------------------------------- | ----------------------------------------------------------- | ----------------------------------------------------------- | ----------------------------------------------------------- | ----------------------------------------------------------- | ----------------------------------------------------------- | ----------------------------------------------------------- | ----------------------------------------------------------- | ----------------------------------------------------------- | ----------------------------------------------------------- | ----------------------------------------------------------- | ----------------------------------------------------------- | ----------------------------------------------------------- | ----------------------------------------------------------- |
| 1864                                                        | 1878                                                        | 1890                                                        | 1900                                                        | 1911                                                        | 1920                                                        | 1930                                                        | 1940                                                        | 1950                                                        | 1960                                                        | 1970                                                        | 1981                                                        | 1991                                                        | 2001                                                        | 2011                                                        |
| 810                                                         | 853                                                         | 1 070                                                       | 1 382                                                       |                                                             |                                                             | 3 576                                                       | 4 643                                                       | 5 486                                                       | 6 351                                                       | 7 027                                                       | 8 977                                                       | 8 405                                                       | 9 274                                                       | 9 364                                                       |

Nos censos de 1911 e 1920 estava anexada à freguesia de São Pedro de Penaferrim, sendo desanexada pelo decreto-lei nº 10.535, de 12/02/1925. Com lugares desta freguesia foi criada em 1962 a freguesia de Algueirão-Mem Martins

## Património
- Igreja de Santa Maria
- Villa romana de Abóbodas
- Antiga Cadeia Comarcã de Sintra
- Quinta dos Ribafrias
- Quinta de São Sebastião, capela, casa e edifícios de apoio
- Ermida de Santo Amaro